# Parc national et réserve des Great Sand Dunes
Le parc national et réserve de Great Sand Dunes (en anglais : Great Sand Dunes National Park and Preserve) est un parc national américain, situé dans le sud de l'État du Colorado. Il protège un ensemble de dunes, les plus hautes d'Amérique du Nord  (229 mètres pour la plus haute).

## Histoire

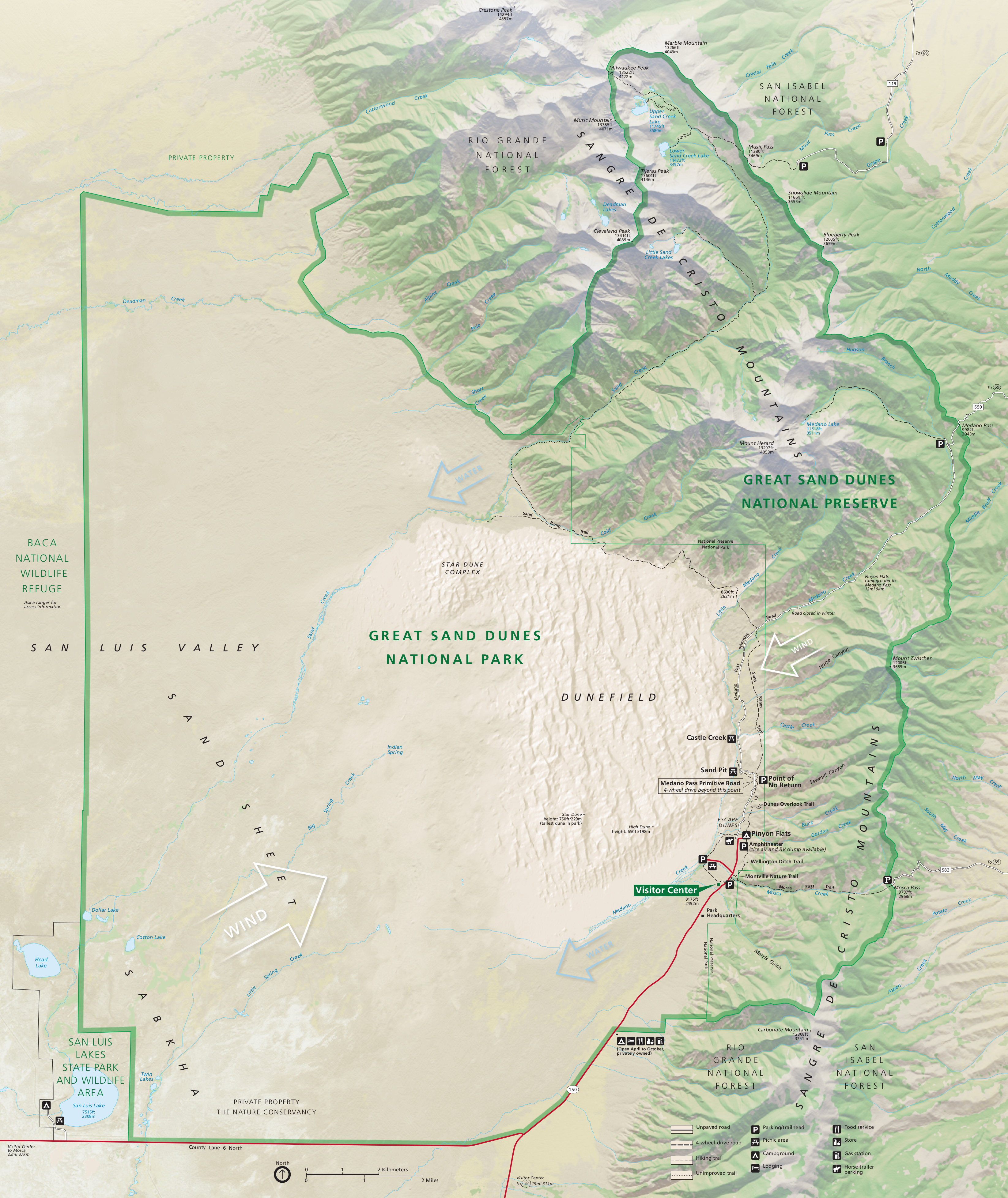
Carte du parc national et réserve des Great Sand Dunes.

Le parc est originellement désigné comme Great Sand Dunes National Monument en 1932, couvrant alors 143 km². Il est transformé en National Park and Preserve en 2004 et agrandi à cette occasion. Le parc national couvre 434 km² et le la réserve nationale 169 km², soit 603 km² au total. Le parc national, établi par décret du président George W. Bush, est géré et bénéficie des protections de la nature apportées par le statut de parc et monument national ; la réserve nationale est établie par une loi du Congrès des États-Unis et la chasse y est permise sous restrictions.

## Géographie
Les célèbres dunes, les plus hautes d'Amérique du Nord, couvrent 78 km2 de surface. Elles sont composées de sédiments issus des montagnes voisines — les monts Sangre de Christo et monts San Juan — qui se sont peu à peu accumulés dans la vallée. Après que les lacs présents dans celle-ci durant l'ère glaciaire se sont asséchés, le sable est sculpté par les vents dominants de sud-ouest durant des dizaines de milliers d'années.
Les autres écosystèmes comprennent des montagnes (6 sommets au-delà de 3 900 m), des lacs de montagne, de la toundra alpine, des forêts subalpines, des forêts mixtes de conifères, des prairies et des zones humides,. L'altitude varie de 2 991 m dans la vallée à l'ouest des dunes jusqu'à 4 146 m au pic Tijeras, au nord de la réserve nationale.

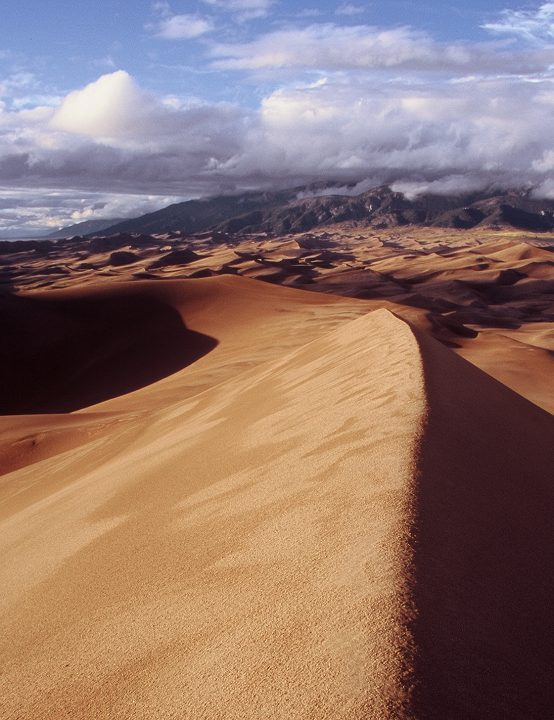
Dunes.
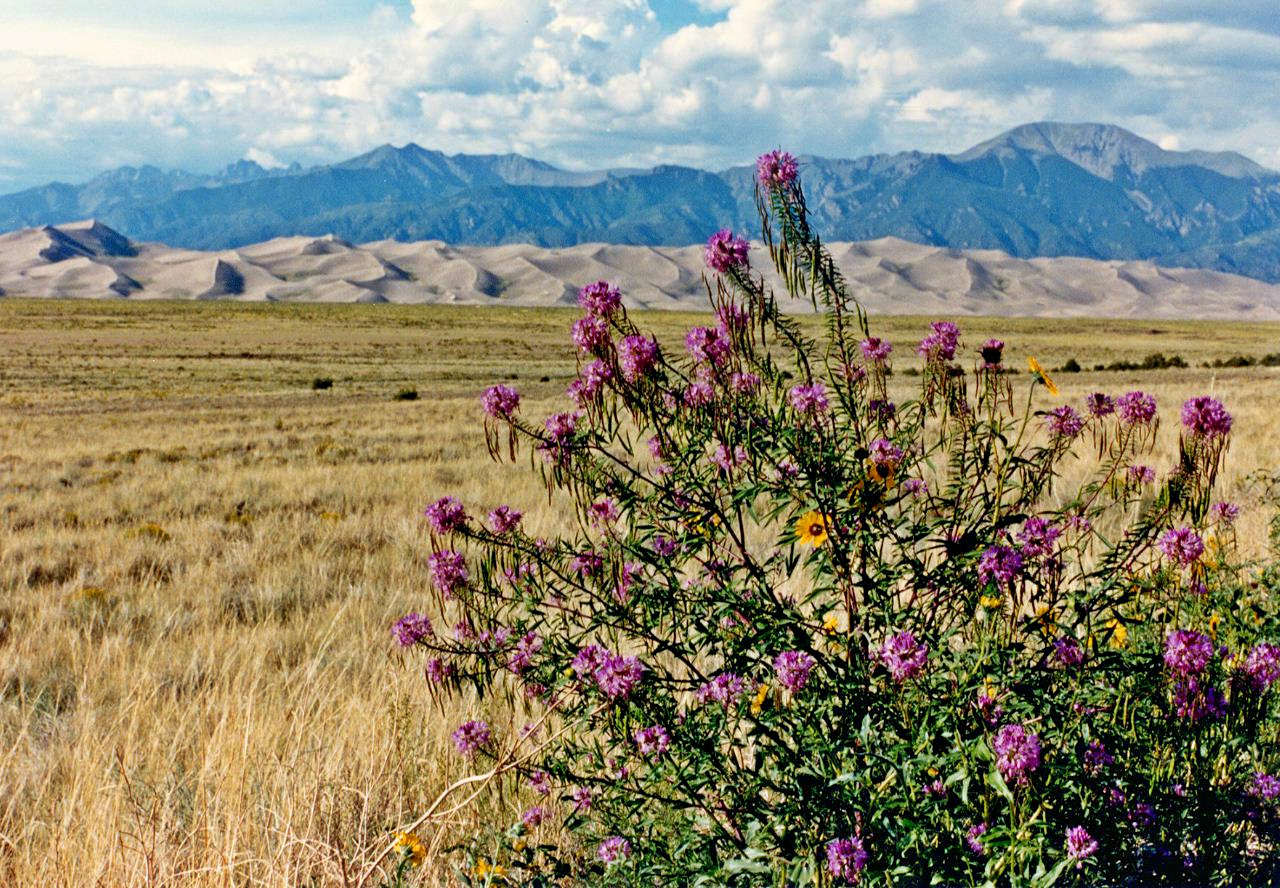
Plaines.
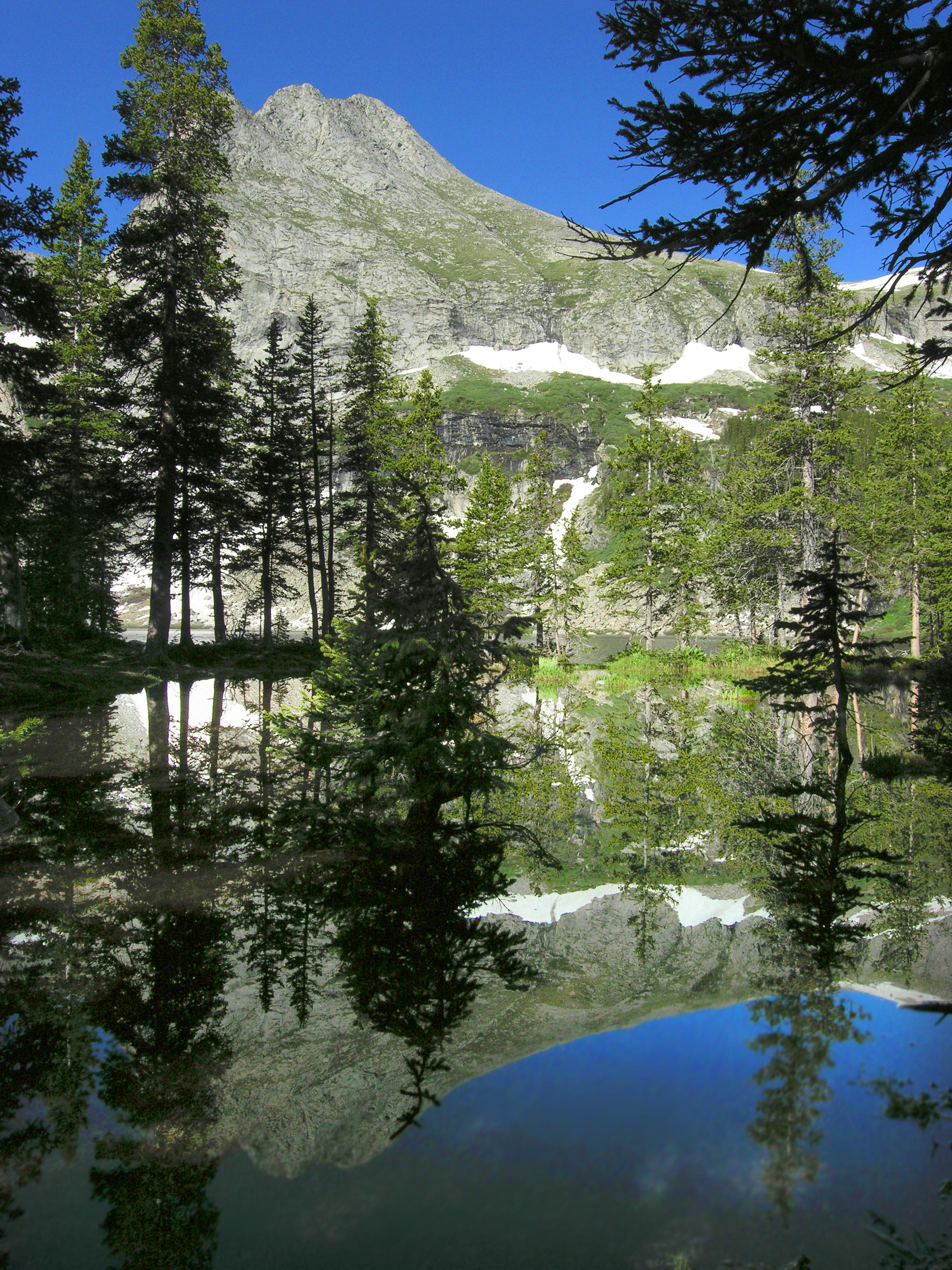
Montagnes.

## Flore et faune
La flore comprend des pins Bristlecone, des pins ponderosa, des sapins de Douglas et de nombreuses plantes alpines,.
La faune abrite des mouflons canadiens (bighorns), des ours noirs, des pumas d'Amérique du Nord, des antilocapres, des pikas américains, des cerfs-mulets, des blaireaux américains, des marmottes à ventre jaune, des wapitis des montagnes Rocheuses, des rats-kangourous, des écureuil d'Abert, des lièvres d'Amérique et des castors. Plus de 2 000 bisons sont élevés dans les limites du parc.
Plus de 250 espèces d'oiseaux ont été recensées : pygargue à tête blanche, aigle royal, grue du Canada, grand héron, avocette d'Amérique, faucon pèlerin, lagopède à queue blanche, tétras sombre, roselin à tête brune, sittelle à poitrine rousse, merlebleu azuré, chevêchette des Rocheuses, chevêche des terriers, oiseaux mouches, piranga à tête rouge,.

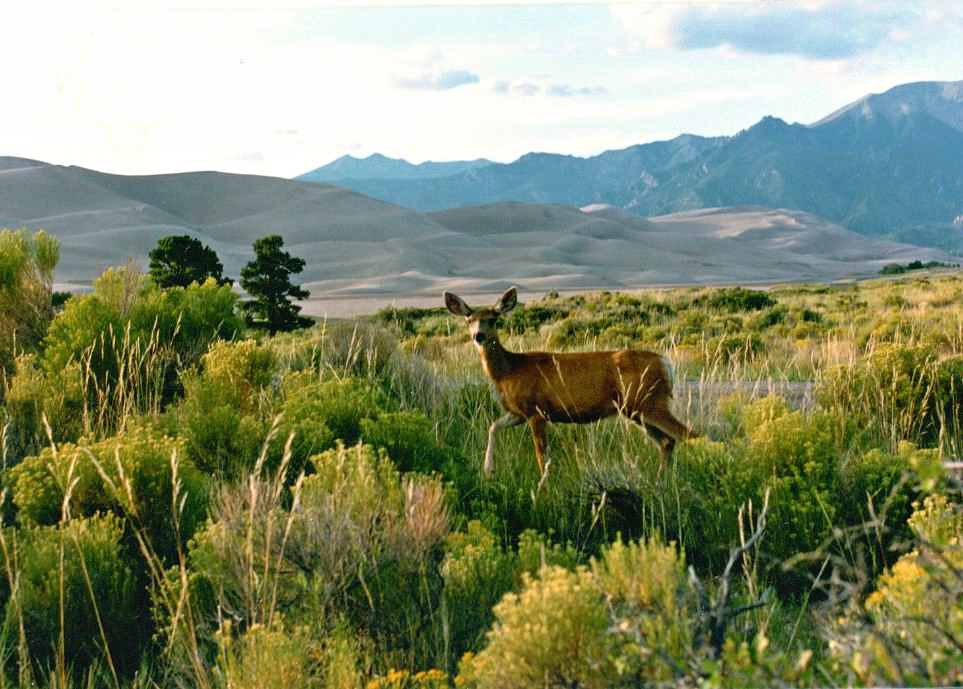
Cerf mulet, 1985
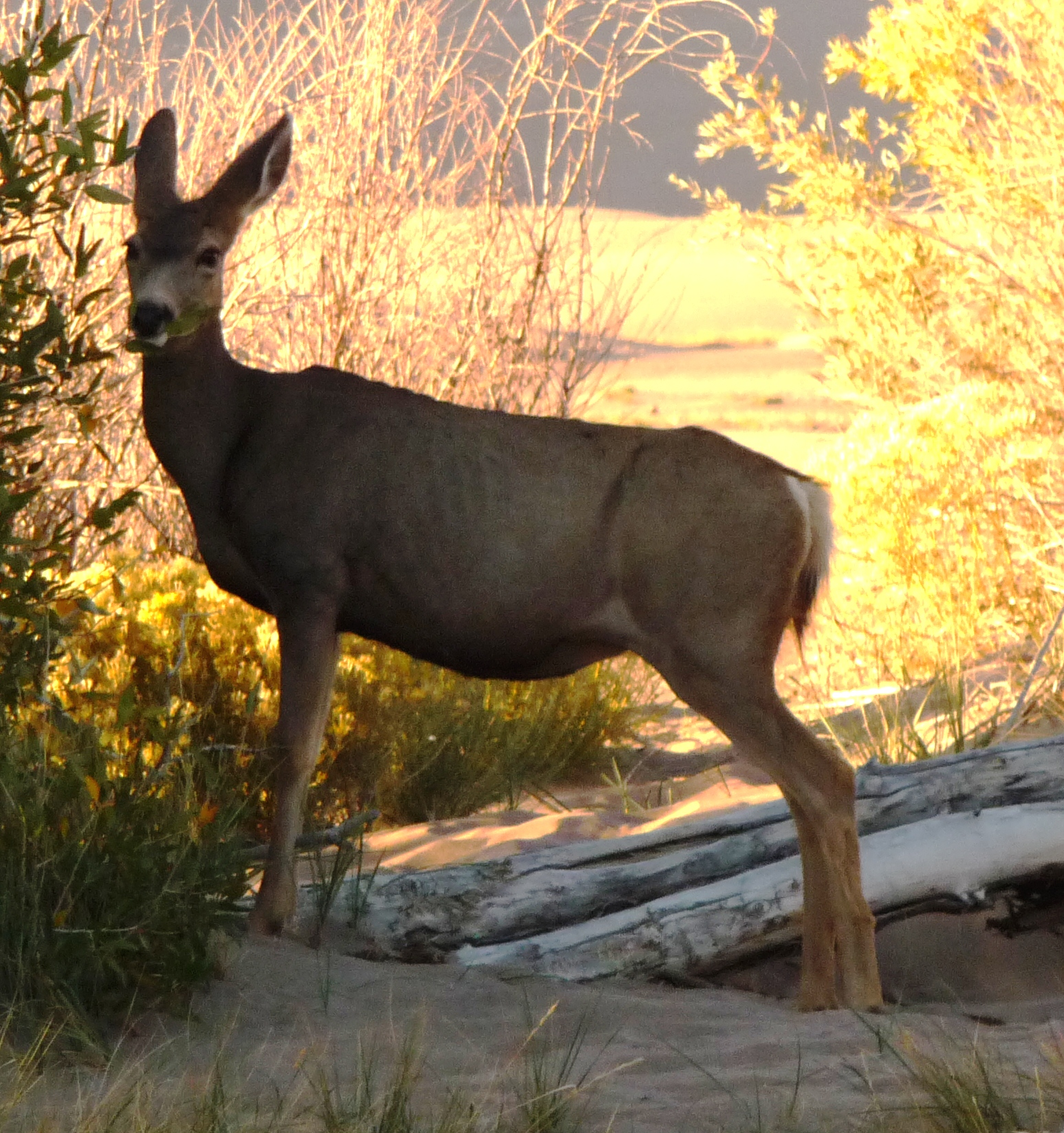
Cerf-mulet, 2011.
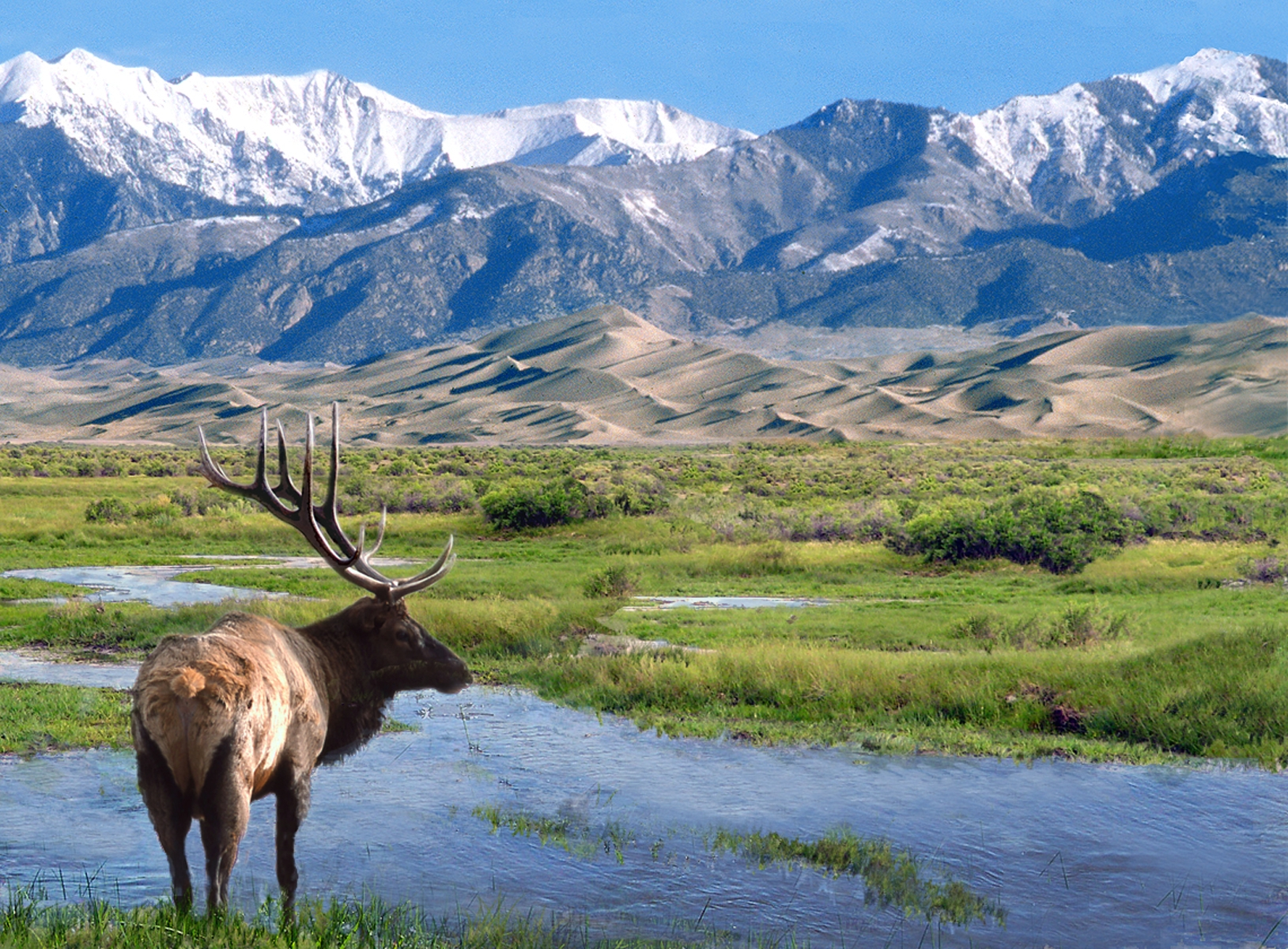
Wapiti des montagnes Rocheuses, 2009.
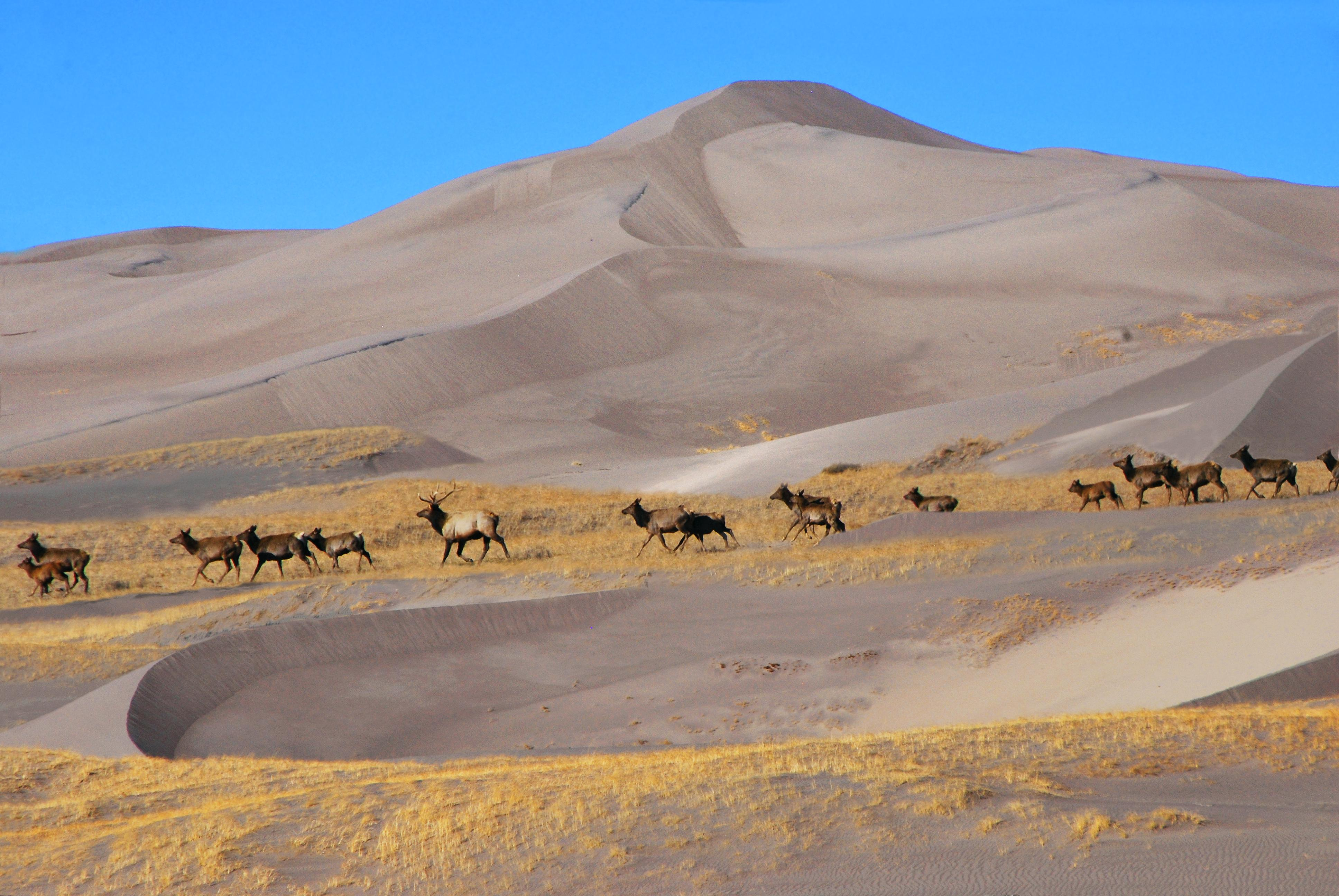
Troupeau de cerfs dans les dunes.
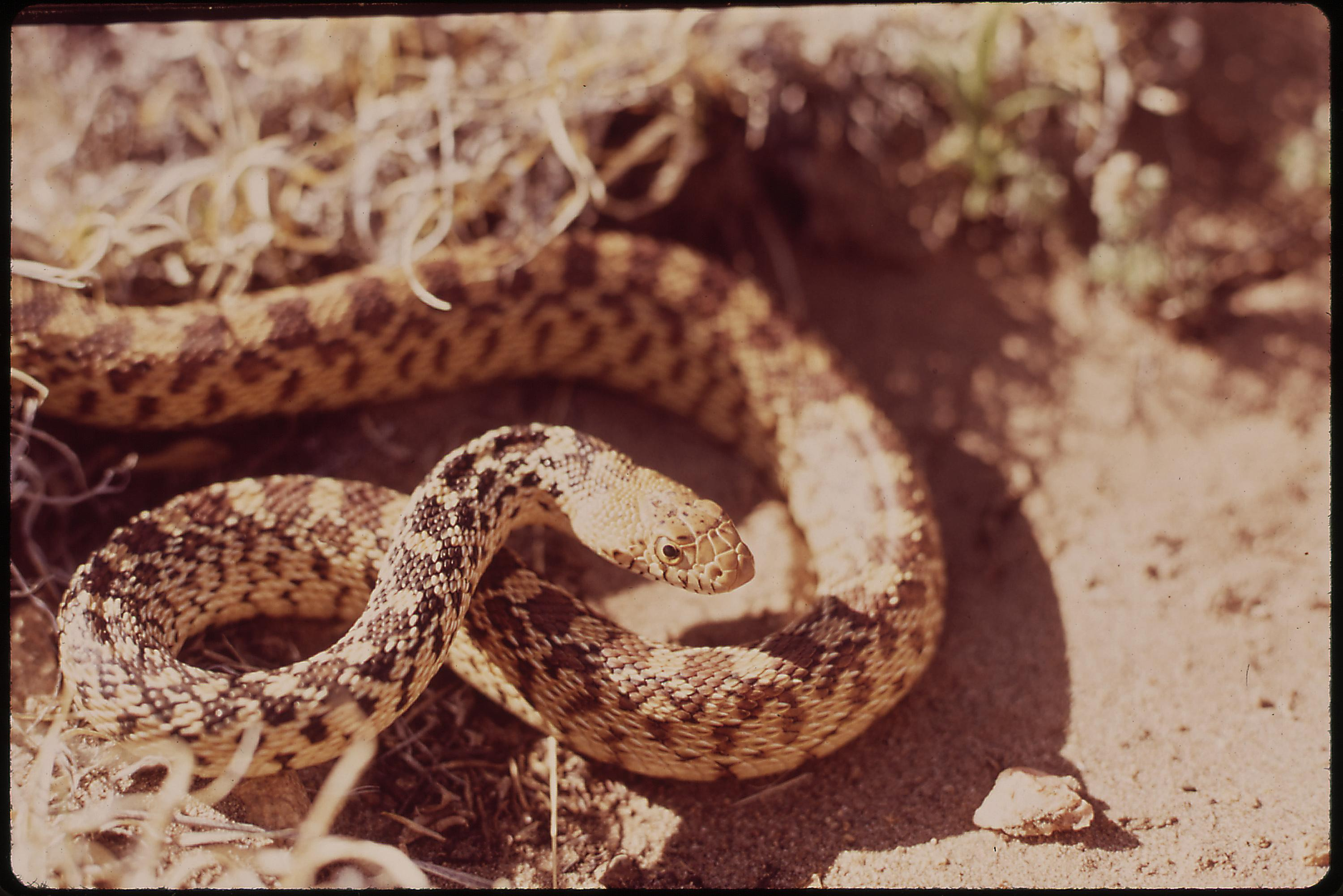
Serpent taureau, 1972.